# Imma Monsó
Imma Monsó (Lleida, 1959) es una escritora española en lengua catalana. Vivió sus primeros seis años en Mequinenza (Zaragoza).
Su obra aborda temas como las relaciones familiares, el tiempo, la muerte, la enfermedad y la comunicación. Imma Monsó publicó su primera novela Nunca se sabe en 1996, a la que siguieron Como unas vacaciones, Todo un carácter, Mejor que no me lo expliques y Un hombre de palabra, todas ellas traducidas al castellano por Javier Cercas, Roger Moreno y la propia autora. Algunas de sus obras han sido también traducidas a diversas lenguas extranjeras. Imma Monsó ha colaborado, además, en diversos medios de comunicación, como El País, El Periódico y La Vanguardia, entre otros.
Entre los premios, figuran: Cavall Verd, premio a la mejor novela otorgado por la Associació d'Autors en Llengua Catalana, el Premio Tigre Juan de novela, premio de la Fundación Alarcos Llorach de Oviedo, a la mejor novela traducida al castellano, Premio Ciutat de Barcelona, Premio Salambó, Premio Internacional Terenci Moix y Premio de Narrativa Maria Àngels Anglada, y el Premio Ramon Llull, por su novela "La mujer veloz", publicada en marzo de 2012.
Su obra ha sido objeto de numerosos estudios críticos, y se han destacado en ella influencias heterogéneas como la de Thomas Mann, Mercè Rodoreda o Thomas Bernhard.

## Traducciones
Su obra ha sido traducida al español, holandés, húngaro, checo, inglés, francés, portugués, italiano, árabe y ruso.

## Obras
- 1996 No se sap mai (título en castellano: Nunca se sabe, 1997), Premio Tigre Juan de novela
- 1997 Si és no és
- 1998 Com unes vacances (título en castellano: Como unas vacaciones, 1999)
- 2001 Tot un caràcter (título en castellano: Todo un carácter, 2001)
- 2003: 
  - Millor que no m’ho expliquis (título en castellano: Mejor que no me lo expliques, 2003)
  - Hi són però no els veus
- 2004 Marxem, papà. Aquí no ens hi volen.
- 2005 L’escola Estrambota (título en castellano: La escuela Estrambota, libro infantil)
- 2006 Un home de paraula (título en castellano: Un hombre de palabra, 2006)
- 2009 Una tempesta (título en castellano: Una tormenta, 2009)
- 2012 La dona veloç (título en castellano: La mujer veloz)
- 2016  L'aniversari (título en castellano: El aniversario)
- 2020  Germanes (título en castellano: Hermanas)
- 2023  La mestra i la Bèstia (título en castellano: La maestra y la Bestia, Anagrama)

## Premios
- 1996 "Premi Ribera d’Ebre” por el libro de relatos Si és no és
- 1997 Premio Tigre Juan de novela” por la novela Nunca se sabe
- 1998 “Premi Prudenci Bertrana” por la novela Com unes vacances
- 1999 “Premi Cavall verd", de l’Associació d’Escriptors en Llengua Catalana a Com unes vacances
- 2003: “Premio Com Radio” por el libro de relatos Millor que no m’ho expliquis
- 2004: “Premio Ciutat de Barcelona” por el libro de relatos Millor que no m’ho expliquis
- 2007: “Premi Maria Àngels Anglada” por la novela Un home de paraula
- 2007: Premio Salambó por la novela Un home de paraula
- 2007: “Premio Internacional Terenci Moix” por la novela Un home de paraula
- 2008: "Premio Scrivere per amore" por Un uomo di parola[2]
- 2012: Premio Ramon Llull de novela.
- 2013: "Premi El Setè Cel" por la novela La dona veloç
- 2013: Premio Nacional de Cultura a la trayectoria literaria.
- 2014: "Premis Sant Cugat", Premio Extraordinario a la Trayectoria.[3]
- 2024: Premio Òmnium a la mejor novela del año"por La mestra i la Bèstia.

## Comentarios sobre su obra
Imma Monsó ha sabido crear un discurso irónico y repleto de humor que hay que leer muy seriamente. La ironía como estrategia discursiva de interacción social ha sido su gran aliada en la construcción de un universo literario marcado por unas voces narradoras que se interrogan sobre los mitos y, a menudo, los desautorizan.
Montserrat Lunati

El alcance de la narrativa de Imma Monsó (Lleida, 1959) se amplía majestuosamente libro tras libro gracias a unas constantes que se repiten con la peculiaridad de que, en cada ocasión, adquieren un grado de profundidad más sabio.
Ponç Puigdevall El País Cultura Llibres, 2 de junio de 2016.

Imma Monsó (Lleida, 1959) es la mejor novelista del país. Poco antes de cumplir 40 años publicó dos novelas convincentes y originales. Nunca se sabe y Como unas vacaciones. En el 2001 dio un paso más allá con Tot un caràcter, que narra la relación de una madre y su hija, y en el 2006 apareció su mejor libro, Un hombre de palabra, centrada en el amor y en la muerte, dos temas encarnados en un obra difícil y lograda.
Vicenç Pagès El Periodico, 25 de noviembre de 2009.

Los libros de Monsó tratan también de la imposibilidad de asumirnos tal como somos en un mundo que, en la realidad y en la ficción, espolea las imposturas. Un mundo que, aunque parezca mentira, sobrevive gracias a nuestra capacidad de adaptación al algoritmo del azar, que es lo más aproximado a la ironía. Y para hablar de todo eso Monsó suele recurrir a personajes disfrazados de una aparente excentricidad (siempre de proximidad) que invita los lectores a creer (error) que no son exactamente como nosotros y que obliga a los críticos a desesperarse y a utilizar la etiqueta –admitiendo así su derrota– de “escritora inclasificable”.
Sergi Pamies La Vanguardia 22 de abril de 2022.

Imma Monsó (Lleida, 1959) En Un hombre de palabra, más allá de la voz única de Imma Monsó, queda el retrato impecable y el recuerdo conmovedor de un hombre que, a partir de ahora, forma parte de la alta literatura.
Ponç Puigdevall Jardins Secrets, 2022.